# 維索克 (莫斯季斯卡區)
49°8′34″N 25°0′38″E / 49.14278°N 25.01056°E
維索克（烏克蘭語：Високе），是位於烏克蘭西部泰爾諾皮爾州裏喬爾特基夫區的村莊，處於佐洛塔利帕河畔，始建於1785年，面積6.32平方公里，2001年人口1,286。